# Ryfylke (nationale toeristenweg)

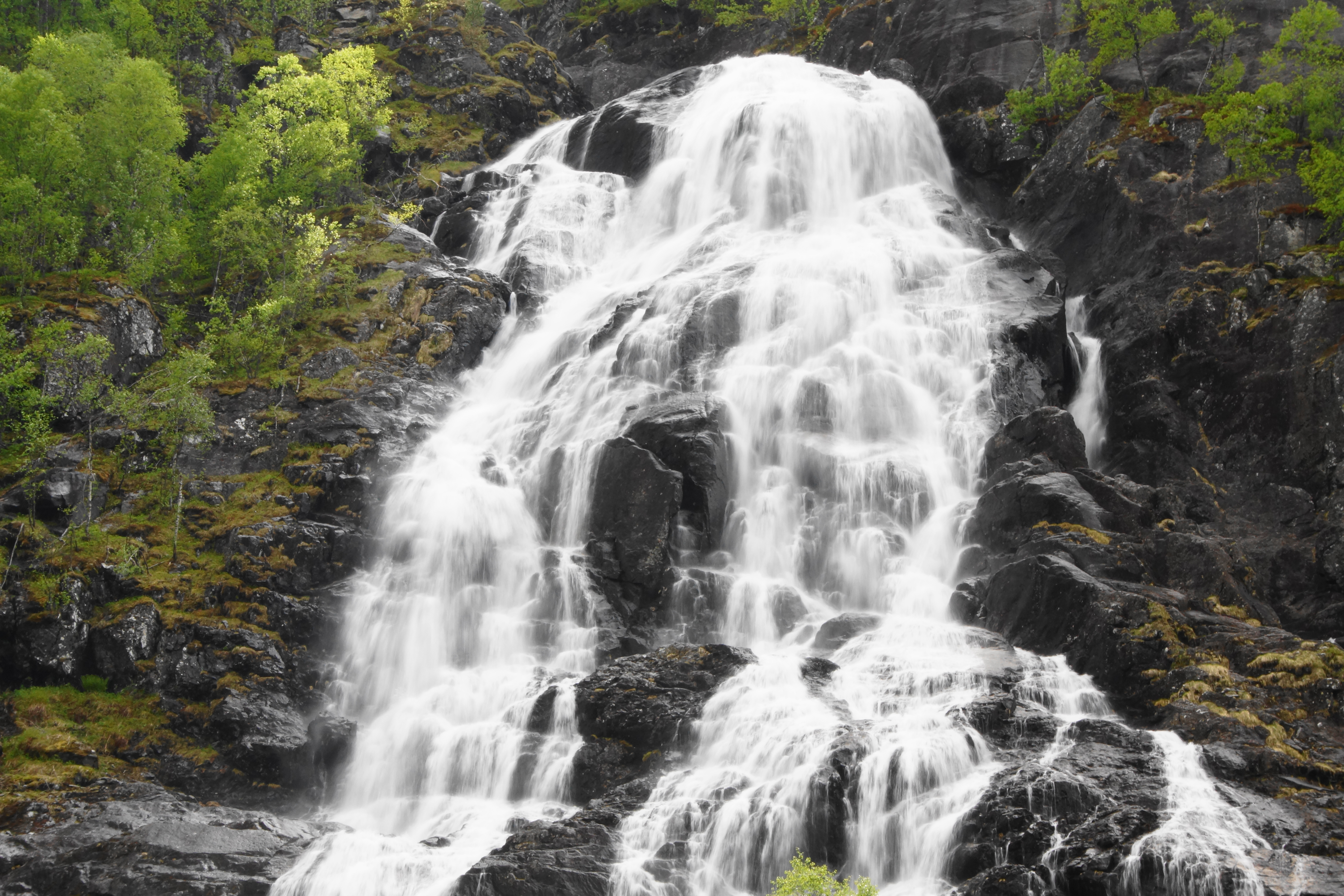
Flesefossen

Ryfylke is een nationale toeristenweg in Noorwegen. De bewegwijzerde route door Ryfylke is 260 kilometer lang en loopt van Håra tot Oanes aan de Lysefjord. Stopplaatsen zijn onder andere Ostasteidn, Flesefossen en Høllesli.